# Tropický střídavě vlhký les

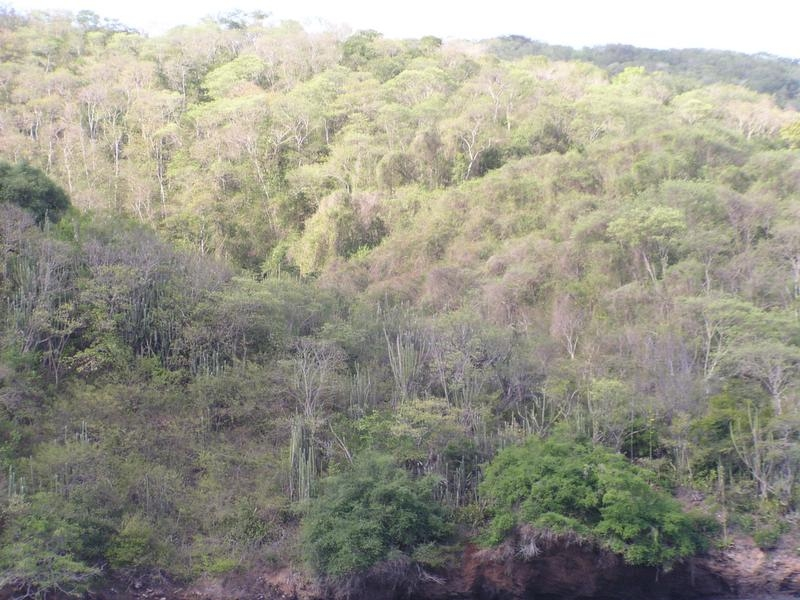

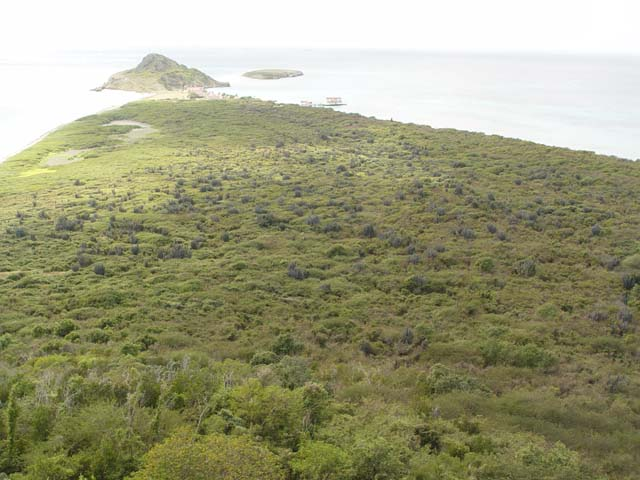

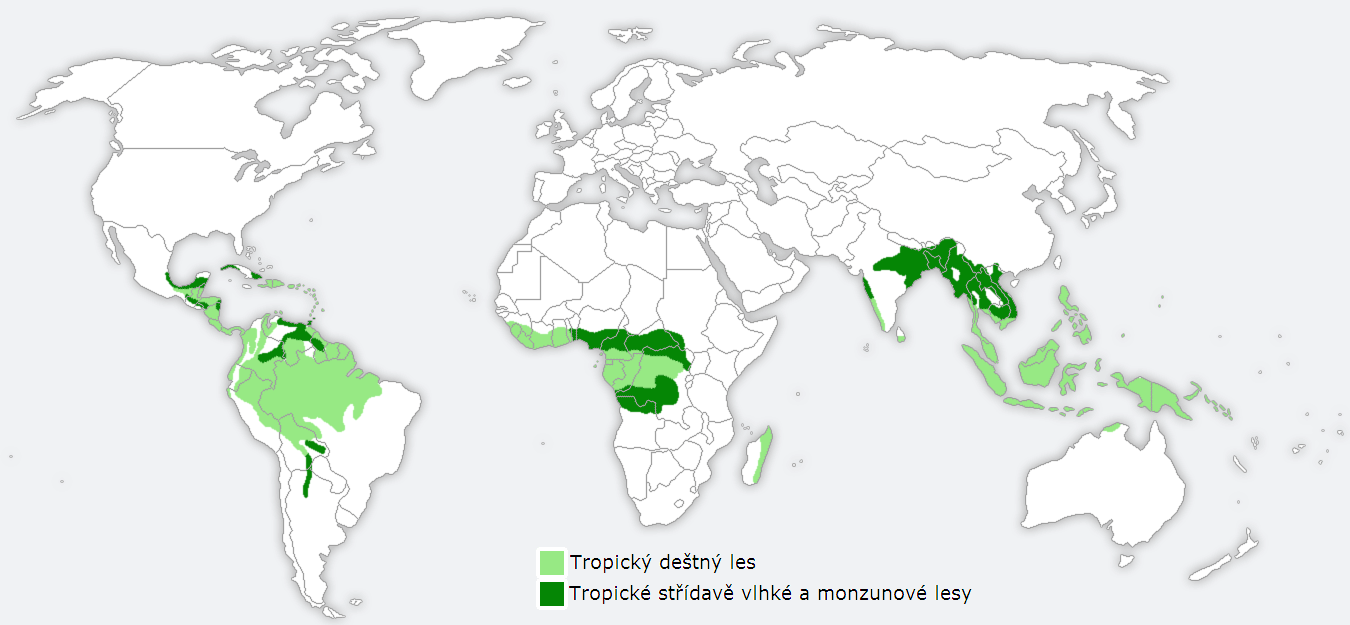
Výskyt tropických lesů - tropické střídavě vlhké lesy tmavě zelenou barvou

Tropické střídavě vlhké lesy (též tropické sezónní lesy nebo světlé tropické lesy) se rozkládají přibližně mezi 15° až 18° zeměpisné šířky na severní i jižní polokouli. Ve směru od rovníku navazují na tropický deštný les.

## Rozšíření
Nejrozsáhlejší plochy zaujímají tropické střídavě vlhké lesy v Africe; na sever od rovníku tvoří pás spolu se Súdánskou a Sahelskou savanou.
Dále se vyskytují ve Venezuele, na jihu Brazílie (přechod cerrado), na Velkých Antilách (na ostrovech Kuba, Hispaniola), ve Střední Americe, v jižním Mexiku.
Původně byly i na poloostrovech Přední a Zadní Indie. V Austrálii zaujímaly severovýchodní okraj kontinentu.
Podobné formace se vyskytují i azonálně, mimo zónu humidně-aridního klimatu - např. edaficky podmíněné bezlesí uvnitř perhumidní zóny v Konžské demokratické republice a v Brazílii (bez stromové vegetace - těžké chudé půdy).

## Klima
Typické je humidně-aridní klima s vydatnými letními dešti.
Průměrné měsíční teploty činí 20-28 °C (vyšší denní amplitudy než v tropických deštných lesích).
Výrazný je rozdíl mezi obdobím dešťů a sucha - vysoká dávka deště spadne během 4 měsíců (i více než 1000 mm za měsíc), což vede k výraznému zavlažení krajiny - půd, vodních toků a stojatých vod. Ve vazbě na sezóny se odvíjí i vegetační fáze - období stagnace života a období rozmachu. Důležitou roli sehrávají disturbanční požáry (blesk, člověk).

## Reliéf a půdy
Reliéf je zpravidla plochý až mírně zvlněný (staré zarovnané povrchy), nízké nadmořské výšky, někdy vyšší polohy nad 1000 m n. m. - náhorní plošiny (např. Východní Afrika).
Skladba travin a výskyt dřevin je silně predisponována srážkovými úhrny a půdní texturou.
Z půd převládají oxisoly a chromosoly (oxidy Fe a Al, druhotné jílové minerály), v místech vlhčích pak stagnosoly a glejsoly; vertisoly.
V půdních profilech savan jsou typické tzv. kamenné čáry (vrstvy křemenných nebo křemencových úlomků). Vyskytují se v hloubce 50 - 200 cm. Pravděpodobně jsou biogenního původu (třídění půdních částic žížalami a termity, pasivní akumulace větších bloků hornin, jemnozem je jejich činností přemísťována vzhůru).
Půdní profil je hluboce prokořeněn savanovými travinami a dřevinami. Mocné humusové horizonty obsahují velké množství živin (vyšší úrodnost).

## Flóra a fauna
Ve střední Brazílii rostou formace Chaco a Caatinga. V Africe pro oblast Sahelu jsou charakteristické suché savanové lesy s baobaby, ve střední Africe jsou časté galeriové lesy. V jižní části Indického poloostrova se vyskytuje polosuchý les. Stromy a keře jsou většinou opadavé fanerofyty (větve často s trny - ochrana před velkými herbivory): akácie, blahovičníky, rod Banksia a Grevillea.

Ze zvířat jsou hojně zastoupeni velcí herbivorní savci - vysoká diverzita na afrických savanách, rozlišují se: spásající trávu a byliny (antilopy, zebry, buvol, hroch, nosorožec tuponosý), okusující dřeviny (žirafa, nosorožec dvourohý, některé antilopy), všestranně herbivorní (slon africký). Dalšími typickými savci jsou prase bradavičnaté, pavián, kočkovité a psovité šelmy, hyeny – predátoři. Z hmyzu jsou hojná sarančata.

## Třídění
Třídění na jednotlivých kontinentech (a jejich částech) podle zastoupení trav a dřevin:
- Západní Afrika: savanové lesy, stromovité, křovité, travnaté, nízkostébelnaté savany
- Střední Afrika: krátkostébelné, dlouhostébelnaté, křovité, stromovité savany, savanové lesy
- Jižní Amerika: campo limpo, campo sujo, campo cerrado, cerrado

## Vliv člověka
Tropické střídavě vlhké lesy jsou poškozovány nadměrným zatěžováním půd, vypalováním - degradace savan a sezónních lesů. Trpí dezertifikací. Značně problémovou oblastí je Sahel.